# NK Mura
Nogometni Klub Mura – słoweński klub piłkarski, mający siedzibę w mieście Murska Sobota leżącym na wschodzie kraju, działający w latach 1924–2005.

## Historia
Chronologia nazw:
- 16.08.1924: SK Mura
- 28.06.1936: NK Mura
- 2005: klub rozwiązano

Klub piłkarski SK Mura został założony w miejscowości Murska Sobota 16 sierpnia 1924 roku. Za czasów istnienia Jugosławii klub występował w lokalnej lidze słoweńskiej. 28 czerwca 1936 klub zmienił nazwę na NK Mura. W 1950 po raz pierwszy debiutował w rozgrywkach Pucharu Jugosławii, gdzie dotarł do 1/8 finału, w 1951 osiągnął 1/16 finału, a w 1975–76 znów dotarł do 1/16 finału. Dopiero w sezonie 1968/69 po rozszerzeniu II ligi jugosłowiańskiej z dwóch do czterech grup otrzymał prawo gry na zapleczu jugosłowiańskiej piłki nożnej. Debiut był jednak nieudanym, po zakończeniu sezonu uplasował się w dolnej czwórce grupy zachodniej II ligi i wrócił do ligi słoweńskiej. W 1969/70 zwyciężył w Slovenskiej republiškiej nogometnej lidze i awansował do II ligi jugosłowiańskiej. Przez cztery kolejne lata grał w niej zajmując miejsca: 12 - w sezonie 1970/71, siódme - w 1971/72 oraz szóste - w 1972/73. W sezonie 1973/74 zajął przedostatnie 17.miejsce w grupie zachodniej II ligi i spadł do regionalnej ligi słoweńskiej. W sezonach 1974/75, 1976/77 i 1977/78 klub zdobył wicemistrzostwo ligi słoweńskiej.
Po uzyskaniu niepodległości przez Słowenię w 1991 zaczął występować w pierwszej lidze słoweńskiej. Lata 90. to okres największych sukcesów klubu. W sezonie 1993/94 zdobył wicemistrzostwo Słowenii oraz dotarł do finału Pucharu Słowenii. W następnym sezonie zdobył Puchar Słowenii, ale przegrał w Superpucharze Słowenii. W sezonie 1997/98 znów był drugim w mistrzostwach Słowenii. Po zakończeniu sezonu 2004/05 klub przez problemy finansowe został karnie zdegradowany i rozwiązany.

## Sukcesy

### Trofea międzynarodowe
| \| \| Zdobyte trofea w rozgrywkach międzynarodowych (stan na: 31-05-2018) \| |                                                                     |      |                  |
| Rozgrywki                                                                    | Osiągnięcie                                                         | Razy | Sezon(y)         |
| · Liga Mistrzów · (Puchar Europy)                                            | zdobywca                                                            | 0    |                  |
| · Liga Mistrzów · (Puchar Europy)                                            | finalista                                                           | 0    |                  |
| · Liga Europy · (Puchar UEFA)                                                | zdobywca                                                            | 0    |                  |
| · Liga Europy · (Puchar UEFA)                                                | finalista                                                           | 0    |                  |
| · Liga Europy · (Puchar UEFA)                                                | 2.runda kw.                                                         | 2    | 1996/97, 1998/99 |
| · Puchar Zdobywców                                                           | zdobywca                                                            | 0    |                  |
| · Puchar Zdobywców                                                           | finalista                                                           | 0    |                  |
| · Puchar Zdobywców                                                           | runda kw.                                                           | 1    | 1995/96          |
| FIFA                                                                         | Zdobyte trofea w rozgrywkach międzynarodowych (stan na: 31-05-2018) |      |                  |

### Trofea krajowe
Słowenia
| \| \| Zdobyte trofea w rozgrywkach Słowenii (stan na: 31-05-2018) \| |                                                             |      |                  |
| Rozgrywki                                                            | Osiągnięcie                                                 | Razy | Sezon(y)         |
| Mistrzostwo                                                          | I miejsce                                                   | 0    |                  |
| Mistrzostwo                                                          | II miejsce                                                  | 2    | 1993/94, 1997/98 |
| Mistrzostwo                                                          | III miejsce                                                 | 2    | 1992/93, 1995/96 |
| Puchar                                                               | zdobywca                                                    | 1    | 1994/95          |
| Puchar                                                               | finalista                                                   | 1    | 1993/94          |
| Superpuchar                                                          | zdobywca                                                    | 0    |                  |
| Superpuchar                                                          | finalista                                                   | 1    | 1995             |
| II liga                                                              | I miejsce                                                   | 0    |                  |
| II liga                                                              | II miejsce                                                  | 0    |                  |
| II liga                                                              | III miejsce                                                 | 0    |                  |
| Słowenia                                                             | Zdobyte trofea w rozgrywkach Słowenii (stan na: 31-05-2018) |      |                  |

Jugosławia
| \| \| Zdobyte trofea w rozgrywkach Jugosławii (stan na: 31-05-1992) \| |                                                               |      |          |
| Rozgrywki                                                              | Osiągnięcie                                                   | Razy | Sezon(y) |
| Mistrzostwo                                                            | I miejsce                                                     | 0    |          |
| Mistrzostwo                                                            | II miejsce                                                    | 0    |          |
| Mistrzostwo                                                            | III miejsce                                                   | 0    |          |
| Puchar                                                                 | zdobywca                                                      | 0    |          |
| Puchar                                                                 | finalista                                                     | 0    |          |
| Puchar                                                                 | 1/8 finału                                                    | 1    | 1950     |
| II liga                                                                | I miejsce                                                     | 0    |          |
| II liga                                                                | II miejsce                                                    | 0    |          |
| II liga                                                                | III miejsce                                                   | 0    |          |
| II liga                                                                | 6.miejsce                                                     | 1    | 1972/73  |
|                                                                        | Zdobyte trofea w rozgrywkach Jugosławii (stan na: 31-05-1992) |      |          |

- Slovenska republiška nogometna liga (III poziom):
  - mistrz (1): 1969/70
  - wicemistrz (5): 1966/67, 1967/68, 1974/75, 1976/77, 1977/78
- Slovenski republiški nogometni pokal:
  - zdobywca (1): 1974/75
  - finalista (1): 1972/73

## Stadion
Klub rozgrywał swoje mecze domowe na stadionie Fazanerija w Murskiej Sobocie, który może pomieścić 3782 widzów. Został on wybudowany w 1983 roku.

## Europejskie puchary
Legenda do wszystkich tabel:
- Q – runda eliminacyjna, 1/16, 1/8, 1/4, 1/2 – odpowiednia faza rozgrywek, Grupa – runda grupowa, 1r gr – pierwsza runda grupowa, 2r gr – druga runda grupowa, F – finał, R – runda, PO – play-off
- k. – rzuty karne, los. – losowanie, Dogr. – dogrywka, w. – zasada bramek strzelonych na wyjeździe

| Sezon   | Rozgrywki                 | Runda | Przeciwnik     | Dom | Wyjazd | Ogólnie |
| ------- | ------------------------- | ----- | -------------- | --- | ------ | ------- |
| 1994/95 | Puchar UEFA               | Q     | FC Aarau       | 0–1 | 0–1    | 0–2     |
| 1995/96 | Puchar Zdobywców Pucharów | Q     | Žalgiris Wilno | 2–1 | 0–2    | 2–3     |
| 1996/97 | Puchar UEFA               | 1Q    | Bečej          | 2–0 | 0–0    | 2–0     |
| 1996/97 | Puchar UEFA               | 2Q    | Lyngby BK      | 0–2 | 0–0    | 0–2     |
| 1998/99 | Puchar UEFA               | 1Q    | Torpedo Ryga   | 6–1 | 2–1    | 8–2     |
| 1998/99 | Puchar UEFA               | 2Q    | Silkeborg IF   | 0–0 | 0–2    | 0–2     |